# Coupe de Bulgarie de football
 (décembre 2024).
Si vous disposez d'ouvrages ou d'articles de référence ou si vous connaissez des sites web de qualité traitant du thème abordé ici, merci de compléter l'article en donnant les références utiles à sa vérifiabilité et en les liant à la section « Notes et références ».
La Coupe de Bulgarie de football (en bulgare : Купа на България) a été créée en 1938.

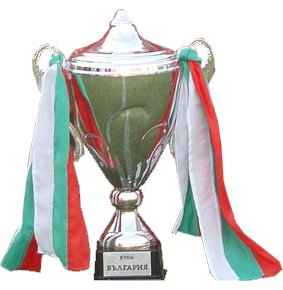
Coupe de Bulgarie

## Format de la compétition
La Coupe de Bulgarie est divisée en deux phases: la phase de qualification et la phase finale.

### Phase de qualification
Dans cette phase, les équipes participantes des quatre groupes sont de la division amateur V AFG (3e division du système de la ligue de football bulgare) et des équipes de la Bulgarian A Regional Football Group (A RFG) (4e division).

### Phase finale
Dans cette phase, seules participent les équipes qui ont gagné leurs matchs dans la phase de qualification ainsi que les 20 équipes des deux groupes de B PFG (10 équipes de B PFG Est et 10 équipes de B PFG Ouest) et 16 équipes de A PFG. L'équipe appartenant à une division de ligue inférieure est l'équipe à domicile. Dans les matchs entre équipes de même division, l'équipe locale est déterminée par tirage au sort.
- Ronde 1 (seizièmes de finale) - 32 équipes participent (les 12 équipes qui ont gagné leurs matches dans la phase de qualification ainsi que les 20 équipes des deux groupes de B PFG)
- Ronde 2 (seizièmes de finale) - 32 équipes participent (16 équipes de la Ronde 1 et 16 équipes de A PFG)
- Ronde 3 (huitièmes de finale) - 16 équipes participent (16 équipes de la Ronde 2)
- Quarts de finale - 8 équipes participent (8 équipes de la Ronde 3)
- Demi-finales
- Finale

## Palmarès[1]
| Année | Champion               | Score                | Finaliste                |
| ----- | ---------------------- | -------------------- | ------------------------ |
| 1938  | FK 13 Sofia            | 3-0                  | Levski Roussé            |
| 1939  | Shipka Sofia           | 2-0                  | Levski Roussé            |
| 1940  | FK 13 Sofia            | 2-1                  | SK Plovdiv               |
| 1941  | AS 23 Sofia            | 4-2                  | Napreduk Rouse           |
| 1942  | Levski Sofia           | 3-1                  | SK Plovdiv               |
| 1946  | Levski Sofia           | 4-1                  | Stamo Kostov Popovo      |
| 1947  | Levski Sofia           | 1-0                  | Botev Plovdiv            |
| 1948  | Lokomotiv Sofia        | 1-0                  | Lokomotiv Plovdiv        |
| 1949  | Levski Sofia           | 2-1                  | CSKA Sofia               |
| 1950  | Levski Sofia           | 1-0                  | CSKA Sofia               |
| 1951  | CSKA Sofia             | 1-0                  | Akademik Sofia           |
| 1952  | Slavia Sofia           | 3-1                  | FK Spartak Sofia         |
| 1953  | Lokomotiv Sofia        | 2-1                  | Levski Sofia             |
| 1954  | CDNA Sofia             | 2-1                  | Slavia Sofia             |
| 1955  | CDNA Sofia             | 5-2                  | Spartak Plovdiv          |
| 1956  | DSO Dinamo Sofia       | 5-2                  | SKNA Plovdiv             |
| 1957  | Levski Sofia           | 2-1                  | PFK Spartak Pleven       |
| 1958  | Spartak Plovdiv        | 1-0                  | PFC Minyor Pernik        |
| 1959  | Levski Sofia           | 1-0                  | Spartak Plovdiv          |
| 1960  | Septemvri Sofia        | 4-3                  | Lokomotiv Plovdiv        |
| 1961  | CSKA Sofia             | 3-0                  | FK Spartak Varna         |
| 1962  | Botev Plovdiv          | 3-0                  | Dunav Ruse               |
| 1963  | Slavia Sofia           | 2-0                  | Botev Plovdiv            |
| 1964  | Slavia Sofia           | 3-2                  | Botev Plovdiv            |
| 1965  | CSKA Sofia             | 3-2                  | Levski Sofia             |
| 1966  | Slavia Sofia           | 1-0                  | CSKA Sofia               |
| 1967  | Levski Sofia           | 3-0                  | FK Spartak Sofia         |
| 1968  | FK Spartak Sofia       | 3-2                  | Beroe Stara Zagora       |
| 1969  | CSKA Sofia             | 2-1                  | Levski Sofia             |
| 1970  | Levski Sofia           | 2-1                  | CSKA Sofia               |
| 1971  | Levski Sofia           | 3-0                  | Lokomotiv Plovdiv        |
| 1972  | CSKA Sofia             | 3-0                  | Slavia Sofia             |
| 1973  | CSKA Sofia             | 2-1                  | Beroe Stara Zagora       |
| 1974  | CSKA Sofia             | 2-1                  | Levski Sofia             |
| 1975  | PFC Slavia Sofia       | 3-2                  | Lokomotiv Sofia          |
| 1976  | Levski Sofia           | 4-3                  | CSKA Sofia               |
| 1977  | Levski Sofia           | 2-1                  | Lokomotiv Sofia          |
| 1978  | Marek Dupnitsa         | 1-0                  | CSKA Sofia               |
| 1979  | Levski Sofia           | 4-1                  | Beroe Stara Zagora       |
| 1980  | Slavia Sofia           | 3-1                  | Beroe Stara Zagora       |
| 1981  | Trakia Plovdiv         | 1-0                  | Pirin Blagoevgrad        |
| 1982  | Lokomotiv Sofia        | 2-1                  | Lokomotiv Plovdiv        |
| 1983  | CSKA Sofia             | 4-0                  | FK Spartak Varna         |
| 1984  | Levski Sofia           | 1-0                  | Botev Plovdiv            |
| 1985  | CSKA Sofia             | 2-1                  | Levski Sofia             |
| 1986  | Levski Sofia           | 1-0                  | CSKA Sofia               |
| 1987  | CSKA Sofia             | 2-1                  | Levski Sofia             |
| 1988  | CSKA Sofia             | 4-1                  | Levski Sofia             |
| 1989  | CSKA Sofia             | 3-0                  | Tchernomorets Bourgas    |
| 1990  | PFC Sliven             | 2-0                  | CSKA Sofia               |
| 1991  | Levski Sofia           | 2-1                  | Botev Plovdiv            |
| 1992  | Levski Sofia           | 5-0                  | Pirin Blagoevgrad        |
| 1993  | CSKA Sofia             | 1-0                  | Botev Plovdiv            |
| 1994  | Levski Sofia           | 1-0                  | Pirin Blagoevgrad        |
| 1995  | Lokomotiv Sofia        | 4-2                  | Botev Plovdiv            |
| 1996  | Slavia Sofia           | 1-0                  | Levski Sofia             |
| 1997  | CSKA Sofia             | 3-1                  | Levski Sofia             |
| 1998  | Levski Sofia           | 5-0                  | CSKA Sofia               |
| 1999  | CSKA Sofia             | 1-0                  | Litex Lovetch            |
| 2000  | Levski Sofia           | 2-0                  | Neftohimik Burgas        |
| 2001  | Litex Lovech           | 1-0                  | Velbajd Kustendil        |
| 2002  | Levski Sofia           | 3-1                  | CSKA Sofia               |
| 2003  | Levski Sofia           | 2-1                  | Litex Lovech             |
| 2004  | Litex Lovech           | 2-2 (4-3tab)         | CSKA Sofia               |
| 2005  | Levski Sofia           | 2-1                  | CSKA Sofia               |
| 2006  | CSKA Sofia             | 3-1                  | Cherno More Varna        |
| 2007  | Levski Sofia           | 1-0 ap               | Litex Lovech             |
| 2008  | PFK Litex Lovetch      | 1-0                  | Tcherno More Varna       |
| 2009  | PFK Litex Lovetch      | 3-0                  | Pirin Blagoevgrad        |
| 2010  | PFK Beroe Stara Zagora | 1-0                  | PFC Chernomorets Pomorié |
| 2011  | CSKA Sofia             | 1-0                  | Slavia Sofia             |
| 2012  | Ludogorets Razgrad     | 2-1                  | Lokomotiv Plovdiv        |
| 2013  | Beroe Stara Zagora     | 3-3 (3-1tab)         | Levski Sofia             |
| 2014  | Ludogorets Razgrad     | 1-0                  | Botev Plovdiv            |
| 2015  | Tcherno More Varna     | 2-1 ap               | Levski Sofia             |
| 2016  | CSKA Sofia             | 1-0                  | PFC Montana              |
| 2017  | Botev Plovdiv          | 2-1                  | Ludogorets Razgrad       |
| 2018  | Slavia Sofia           | 0 - 0 ap (4 - 2 tab) | Levski Sofia             |
| 2019  | Lokomotiv Plovdiv      | 1-0                  | Botev Plovdiv            |
| 2020  | Lokomotiv Plovdiv      | 0 - 0 ap (5 - 3 tab) | CSKA Sofia               |
| 2021  | CSKA Sofia             | 1-0                  | Arda Kardjali            |
| 2022  | Levski Sofia           | 1-0                  | CSKA Sofia               |
| 2023  | Ludogorets Razgrad     | 3-1                  | CSKA 1948 Sofia          |
| 2024  | Botev Plovdiv          | 3-2                  | Ludogorets Razgrad       |
| 2025  | Ludogorets Razgrad     | 1-0                  | CSKA Sofia               |

## Bilan par club
| Club                  | Vainqueur | Finaliste | Année(s) victorieuse(s) |
| --------------------- | --------- | --------- | --- |
| Levski Sofia          | 26        | 12        | 1942, 1946, 1947, 1949, 1950, 1956, 1957, 1959, 1967, 1970, 1971, 1976, 1977, 1979, 1984, 1986, 1991, 1992, 1994, 1998, 2000, 2002, 2003, 2005, 2007, 2022 |
| CSKA Sofia            | 21        | 15        | 1951, 1954, 1955, 1961, 1965, 1969, 1972, 1973, 1974, 1983, 1985, 1987, 1988, 1989, 1993, 1997, 1999, 2006, 2011, 2016, 2021                               |
| Slavia Sofia          | 8         | 3         | 1952, 1963, 1964, 1966, 1975, 1980, 1996, 2018 |
| Botev Plovdiv         | 4         | 9         | 1962, 1981, 2017, 2024 |
| Litex Lovech          | 4         | 3         | 2001, 2004, 2008, 2009 |
| Lokomotiv Sofia       | 4         | 2         | 1948, 1953, 1982, 1995 |
| Ludogorets Razgrad    | 4         | 2         | 2012, 2014, 2023, 2025 |
| Beroe Stara Zagora    | 2         | 4         | 2010, 2013 |
| FC 13 Sofia           | 2         | –         | 1938, 1940 |
| Lokomotiv Plovdiv     | 2         | 4         | 2019, 2020 |
| Tcherno More Varna    | 1         | 2         | 2015 |
| Spartak Sofia         | 1         | 2         | 1968 |
| Spartak Plovdiv       | 1         | 2         | 1958 |
| Sliven                | 1         | –         | 1990 |
| Marek Dupnitsa        | 1         | –         | 1978 |
| Septemvri Sofia       | 1         | –         | 1960 |
| AS 23 Sofia           | 1         | –         | 1941 |
| Shipka Sofia          | 1         | –         | 1939 |
| OFC Pirin Blagoevgrad | –         | 4         | – |
| Sportklub Plovdiv     | –         | 3         | – |
| Spartak Varna         | –         | 2         | – |
| Levski Ruse           | –         | 2         | – |
| Montana               | –         | 1         | – |
| Chernomorets Pomorie  | –         | 1         | – |
| Velbazhd Kyustendil   | –         | 1         | – |
| Neftochimic Burgas    | –         | 1         | – |
| Chernomorets Burgas   | –         | 1         | – |
| Dunav Ruse            | –         | 1         | – |
| Minyor Pernik         | –         | 1         | – |
| Spartak Pleven        | –         | 1         | – |
| Akademik Sofia        | –         | 1         | – |
| Chernolomets Popovo   | –         | 1         | – |
| Napredak Ruse         | –         | 1         | – |
| Arda Kardjali         | –         | 1         | |
| FK CSKA 1948 Sofia    | –         | 1         | – |

## Bilan par ville
| Ville        | Vainqueur(s) | Club(s) vainqueur(s) |
| ------------ | ------------ | --- |
| Sofia        | 64           | Levski Sofia (25), CSKA Sofia (21), Slavia Sofia (8), Lokomotiv Sofia (4), FC 13 Sofia (2), Spartak Sofia (1), Shipka Sofia (1), AS 23 Sofia (1), Septemvri Sofia (1) |
| Plovdiv      | 7            | Botev Plovdiv (4), Lokomotiv Plodiv (2), Spartak Plovdiv (1) |
| Lovetch      | 4            | Litex Lovetch (4) |
| Razgrad      | 4            | Ludogorets Razgrad (4) |
| Stara Zagora | 2            | Beroe Stara Zagora (2) |
| Varna        | 1            | Tcherno More Varna (1) |
| Dupnitsa     | 1            | Marek Dupnitsa (1) |
| Sliven       | 1            | Sliven (1) |